# Арлингтон (Охајо)
Арлингтон (енгл. Arlington) град је у америчкој савезној држави Охајо.

## Демографија
По попису из 2010. године број становника је 1.455, што је 104 (7,7%) становника више него 2000. године.
| Група             | 2000.         | 2010.         |
| Белци             | 1.341 (99,3%) | 1.432 (98,4%) |
| Афроамериканци    | 2 (0,1%)      | 4 (0,3%)      |
| Азијати           | 0 (0,0%)      | 1 (0,1%)      |
| Хиспаноамериканци | 3 (0,2%)      | 12 (0,8%)     |
| Укупно            | 1.351         | 1.455         |